# Chasmatosuchus
Chasmatosuchus era un gran arcosauriforme que vivió a principios del Triásico, en lo que ahora es Rusia. Su cráneo tenía una forma alargada y triangular, y acababa en una punta en forma de cuchara con enormes dientes afilados que indican que comía peces, como casi todos los arcosaurios de su época.